# محافظة لوانغ نامثا
محافظة لوانغ نامثا (لاو:ຫລວງນໍ້າທາ) و(بالإنجليزية:Luang Namtha) هي محافظة تابعة لجمهورية لاوس الديموقراطية الشعبية تقع شمال لاوس تحد المحافظة من الجنوب الغربي محافظة بوكيو ومن الجنوب الشرقي محافظة سايذيبولي ومن الشمال الغربي بورما ومن الشمال الشرقي الصين

## التقسيمات الادارية
- تنقسم المحافظة الي 5 تقسيمات إدارية كمقاطعات (بلديات)، وتسمي عاصمة المحافظة وانغ نامثا

| 1. مقاطعة لونغ 2. مقاطعة نالا 3. مقاطعة ناماتها 4. مقاطعة سانغ 5. مقاطعة فيانجفوخا |

## صور
|  |  |

## وصلات خارجية
- خريطة محافظة وانغ نامثا (باللغة الإنجليزية)